# Plecia nitidipes
Plecia nitidipes är en tvåvingeart som beskrevs av Edwards 1919. Plecia nitidipes ingår i släktet Plecia och familjen hårmyggor.
Artens utbredningsområde är Ecuador. Inga underarter finns listade i Catalogue of Life.